# Vrede
Vrede – miasto, zamieszkane przez 1962 ludzi (2011), w Republice Południowej Afryki, w prowincji Wolne Państwo.
W rejonie Vrede uprawia się kukurydzę, pszenicę oraz hoduje owce, drób i bydło. Miasto założono w 1863 roku.